# Cotana oetakwensis
Cotana oetakwensis är en fjärilsart som beskrevs av Rothschild 1917. Cotana oetakwensis ingår i släktet Cotana och familjen Eupterotidae. Inga underarter finns listade i Catalogue of Life.